# Viaduc de Chamborigaud
Le viaduc de Chamborigaud est un ouvrage ferroviaire en maçonnerie qui se trouve en bordure du village cévenol de Chamborigaud dans le Gard. Enjambant la vallée du Luech, le nom de viaduc du Luech a également été donné à cet ouvrage d'art. La partie nord du viaduc (6 arches de pont et la moitié d'une arche au milieu) est sur la commune de Chambon.
Le viaduc a été inscrit monument historique par arrêté du 28 décembre 1984.

## Situation ferroviaire
Ce viaduc est situé au PK 646,108 de la ligne de Saint-Germain-des-Fossés à Nîmes-Courbessac situé entre les gares de Chamborigaud et de Génolhac.

## Histoire
Cet ouvrage a été préféré, par mesure d'économie, à un viaduc beaucoup plus ambitieux qui évitait de donner à la ligne le tracé à la traversée du Luech que l'on connaît aujourd'hui (courbe de 200 m de rayon qui limite sérieusement la vitesse des trains au pied d'une rampe de 25 ‰).
Il a été réalisé par Charles Dombre assisté de MM. Joubert et Ruelle, pour la Compagnie des chemins de fer de Paris à Lyon et à la Méditerranée (PLM) Les travaux ont débuté le 1er octobre 1865 et se sont achevés le 1er mai 1867.

## Informations techniques
- Hauteur : 46,30 m
- Portées : 12 arches de 14 m d'ouverture (partie nord) + 17 arches de 8 m d'ouverture (partie sud)
- Longueur totale : 384 m
- Rayons de courbure : 240 m (partie nord) et 200 m (partie sud)

Particularité : il décrit une courbe dont la partie concave est orientée vers l'amont (la courbe tourne le dos à la vallée aval).

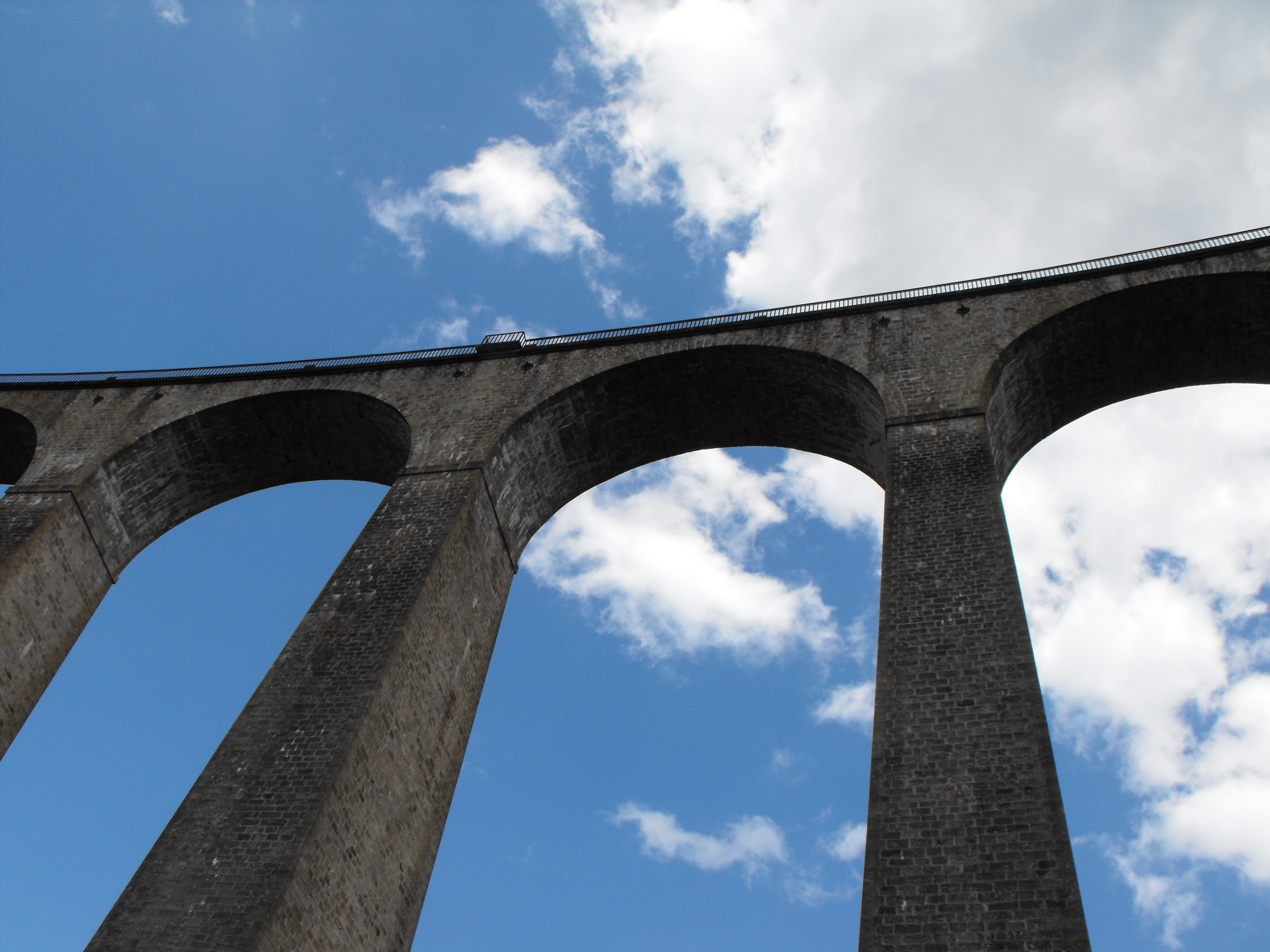
Vue de dessous.
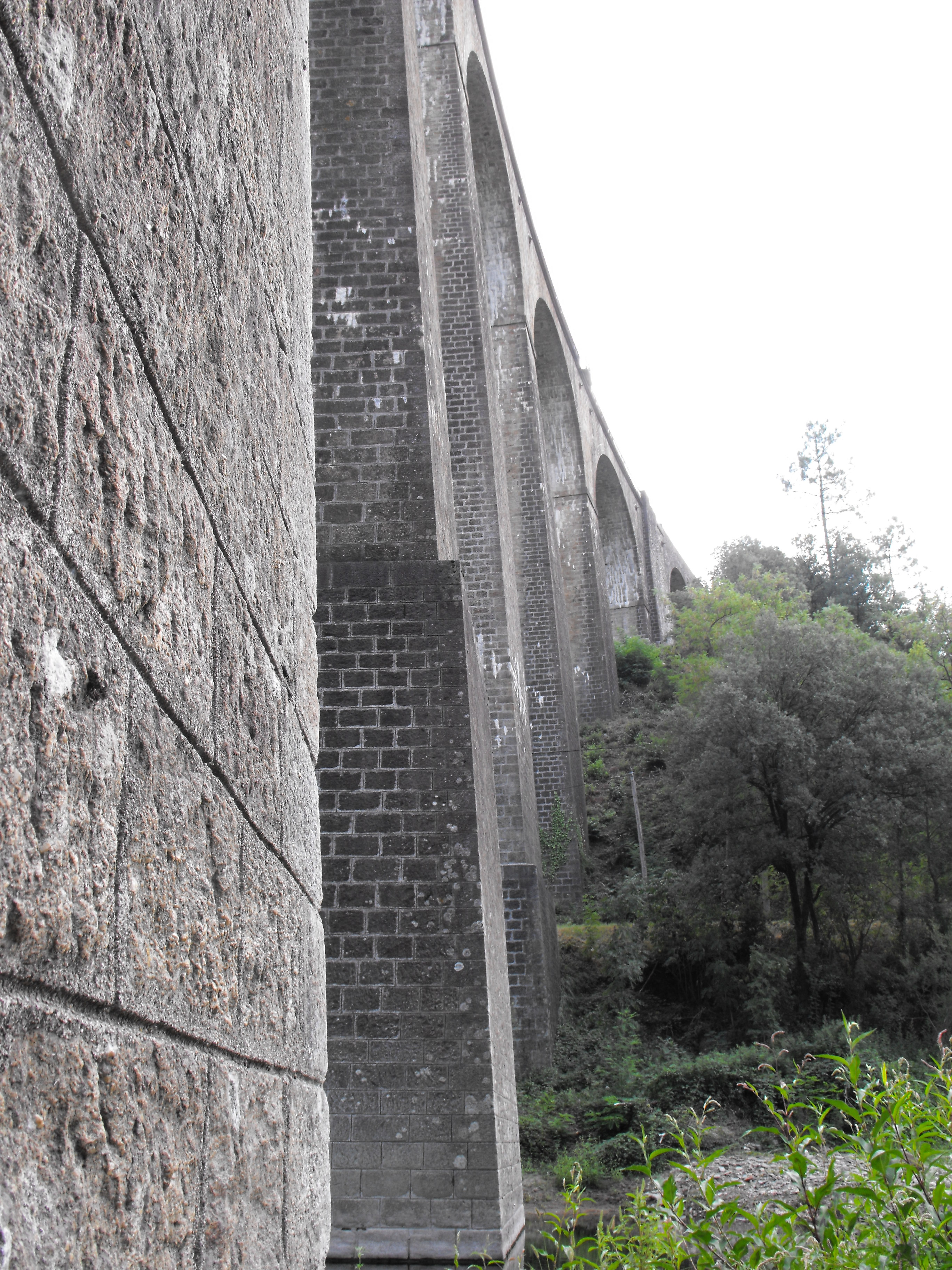
Au pied du viaduc.
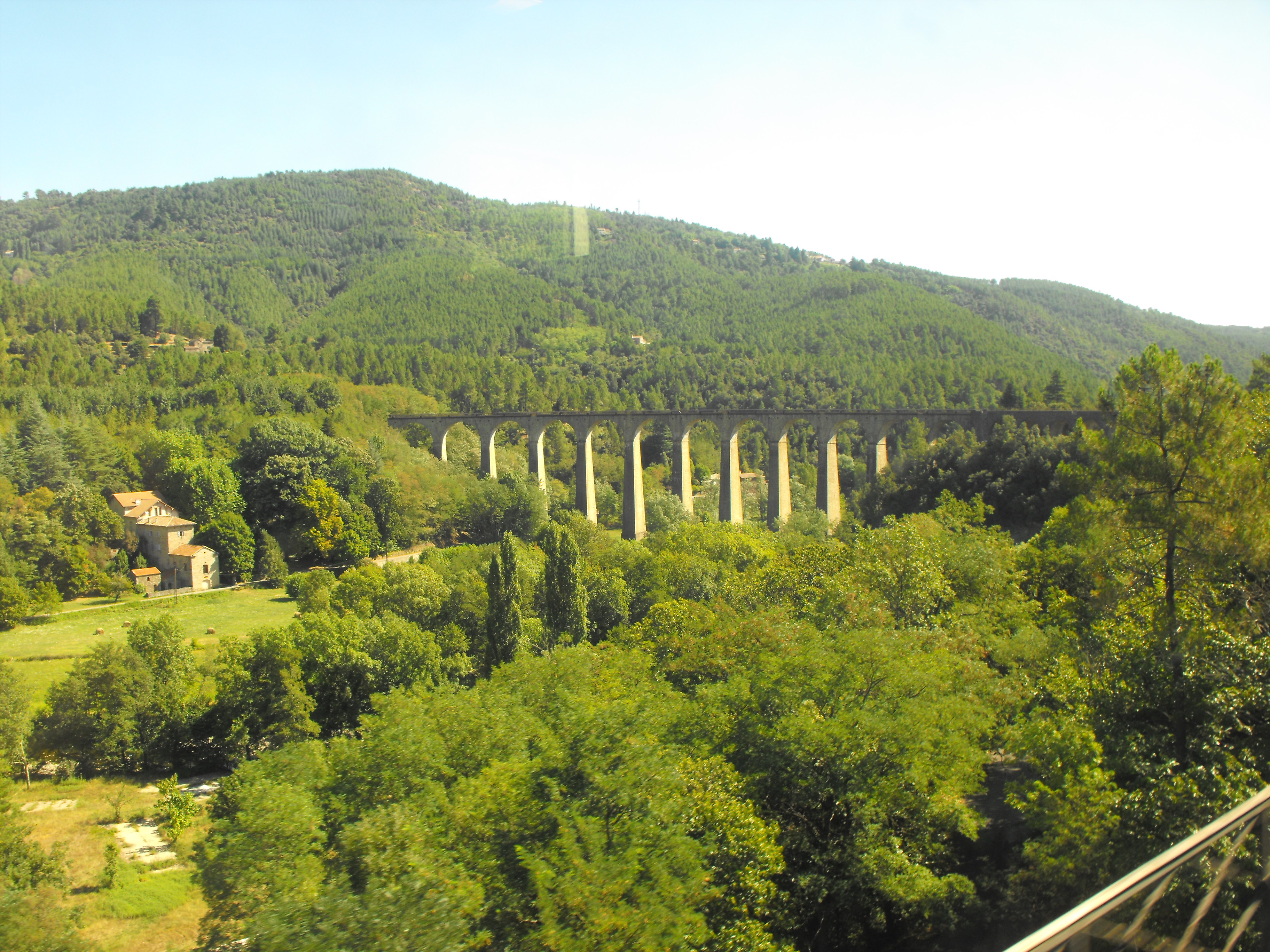
Regardant vers Génolhac, la maison de Chamboverne sur la commune de Chambon.
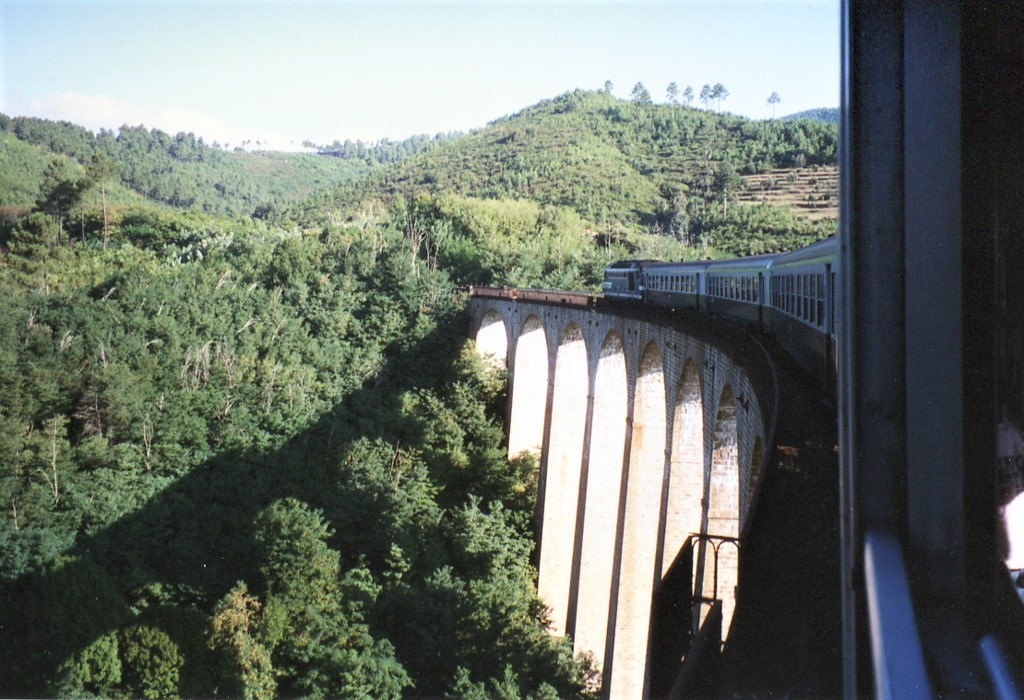
Passage d'un Nîmes-Clermont-Ferrand sur le viaduc en 1994.